# باب بيدويية (غلزار بردسير)
باب بيدويية (بالفارسية: باب بیدوییه) هي قرية تقع في إيران في البلدة المركزية. يقدر عدد سكانها بـ 171 نسمة بحسب إحصاء 2016.